# Иностранец (фильм, 2003)
Иностранец (англ. The Foreigner) — американский боевик 2003 года со Стивеном Сигалом в главной роли.

## Сюжет
Тот, кто владеет информацией, живёт долго и счастливо. Но, похоже, тайному агенту Коулду не повезло. Он получил задание доставить из Франции в Германию некую посылку, о содержимом которой не имеет понятия. Печально, поскольку орды конкурирующих между собой убийц, немедленно садящихся герою на хвост и наперебой норовящих отправить его на тот свет, явно знают об этом грузе больше, чем он.
Рутинное поручение превращается в безумную гонку, ставка в которой — жизнь. Такой поворот событий расстроит кого хочешь, но, когда расстраивается такой крутой и опасный парень, как Коулд — лучше не быть в числе его обидчиков…

## В главных ролях
- Стивен Сигал — Джонатан Колд
- Макс Райан — Дюнуа
- Гарри Ван Горкум — Джерам Ван Экен
- Джеффри Пирс — Шон Колд
- Анна-Луиз Плауман — Мередит Ван Экен
- Шерман Огастас — Мистер Миммс
- Гари Рэймонд — Джаред Олифанд
- Филип Данбар — Александр Марке
- Изабелла Окраса — Кларисса Ван Экен
- Мирослав Зброевич — человек со шрамом